# Dumalneg
Dumalneg (Bayan ng Dumalneg) är en kommun i Filippinerna. Kommunen ligger på ön Luzon, och tillhör provinsen Norra Ilocos. Folkmängden uppgår till 1 486 invånare.
Dumalneg är indelat i 1 barangayer.